# Bodo Kuhn
Bodo Kuhn, född den 9 augusti 1967 i Miltenberg, Tyskland, är en västtysk friidrottare inom kortdistanslöpning.
Han tog OS-brons på 4 x 400 meter stafett vid friidrottstävlingarna 1988 i Seoul. 